# Roxette
Roxette (произносится «роксэ́т») — шведская поп-рок-группа, лидерами которой были Пер Гессле (тексты и музыки, гитара, вокал, иногда губная гармоника) и Мари Фредрикссон (1958—2019; вокал, иногда клавишные, иногда музыка). Как и многие другие шведские музыканты, они исполняли свои песни на английском языке. Само название «Roxette» происходит от названия песни группы Dr. Feelgood.
Пик популярности группы пришёлся на середину 1990-х годов. За свою тридцатилетнюю карьеру группа дала 557 концертов и продала более 75 млн копий своих альбомов.

## 1986—1991

### Начало совместной работы
Очень часто, когда Перу Гессле в интервью задают вопрос, с чего началась группа Roxette, он отвечает, что однажды в городе Ливерпуле собрались четверо парней и назвали свою группу The Beatles. Несомненно, они стали одной из многих групп, оказавших огромное влияние на творчество Пера и Мари (в 1993 году они даже записали кавер песни «Help!» на «Abbey Road Studios» в Лондоне), но всё же настоящая история началась осенью 1985 года, когда Перу Гессле, в те годы уже довольно известному в Швеции рок-музыканту, позвонили из недавно основанной компании «Alpha Records AB». Они хотели, чтобы Пер написал песню для Перниллы Вальгрен (Pernilla Wahlgren), шведской певицы, которая в то время записывала новый альбом. Пер написал песню, которая называлась «Svarta Glas», записал демоверсию и отправил её звукозаписывающей компании. Пернилле песня не понравилась, и тогда Пер спросил у Мари Фредрикссон, хочет ли она принять участие в записи, так как они уже давно обсуждали возможность поработать вместе. Он сказал Мари, что все, кроме Вальгрен, считали, что песня — потенциальный хит. Мари полагала, что песня совсем не в её стиле, слишком попсовая, никаких рок-мотивов. Тогда Пер написал текст на английском языке, переаранжировал музыку, но всё ещё не верил, что Мари согласится. Рольф Нюгрен (Rolf Nygren) — в то время главный менеджер «EMI Svenska AB» — считал, что песню надо исполнить дуэтом — так получится немного необычно. В итоге Мари согласилась. Название новой песни — «Neverending Love».
Когда СМИ узнали, что Пер и Мари совместно записали песню, все стали задавать вопросы о новом проекте. Все, кто участвовал в записи, согласились с тем, что СМИ будет объявлено, что этот проект — просто увлечение. Также сообщалось, что планируется использовать название Roxette — старое название группы Gyllene Tider — для того чтобы выпустить сингл за пределами Швеции.

### Первый альбом «Pearls of Passion» и ремиксы «Dance Passion»
В отличие от большинства работников звукозаписывающей компании EMI, близкие и друзья Мари не советовали ей выпускать сингл в Швеции, так как они считали, что это могло негативно отразиться на её сольной карьере. Они полагали, что её поклонники могут не понять смены музыкального стиля, не имеющего ничего общего с её собственным. После некоторых размышлений, Мари согласилась на выпуск пластинки. Было решено сделать это «анонимно» — без фотографий Пера и Мари на обложке сингла. Перед выпуском «Neverending love» следовало остановить использование шведской версии песни «Svarta glas» компанией «Alpha Records AB», но к тому моменту песню уже записал брат Перниллы, Никлас Вальгрен, и собирался включить её в свой альбом. Однако производство альбома Никласа ещё не началось, песня была исключена с его пластинки и заменена новой.
Roxette выпустили свой дебютный сингл летом 1986 года. Существовал риск, что он останется незамеченным, потому что все значительные радиопередачи были на каникулах, музыкальные обозреватели — на отдыхе, и в это время года продаётся мало музыкальных записей. Так как запись вышла «анонимно», люди не знали исполнителей композиции. Пер решил помочь себе сам, и его группа добилась определённых успехов, рассылая открытки, голосуя за самих себя в радиошоу под названием «Sommartoppen», которое транслировалось по национальному шведскому радио всё лето. Он просил многочисленных друзей помочь ему с открытками-голосованиями из разных городов, с другими почерками, иначе стало бы очевидно, что голосует всего один человек. Песня стала самым большим хитом лета 1986 года в Швеции, позже выяснилось, что и без помощи Пера и его друзей они бы добились этого успеха.
После триумфа первого сингла Roxette записали свой дебютный альбом «Pearls of Passion». В Швеции он стал очень популярным. Музыканты уже тогда хотели достигнуть международного успеха, но у них пока ничего не получалось. В течение года Пер и Мари проездили по Европе, представляя себя как Roxette и выступая на совершенно разных телешоу, но всё равно они были востребованы только на шведском рынке.

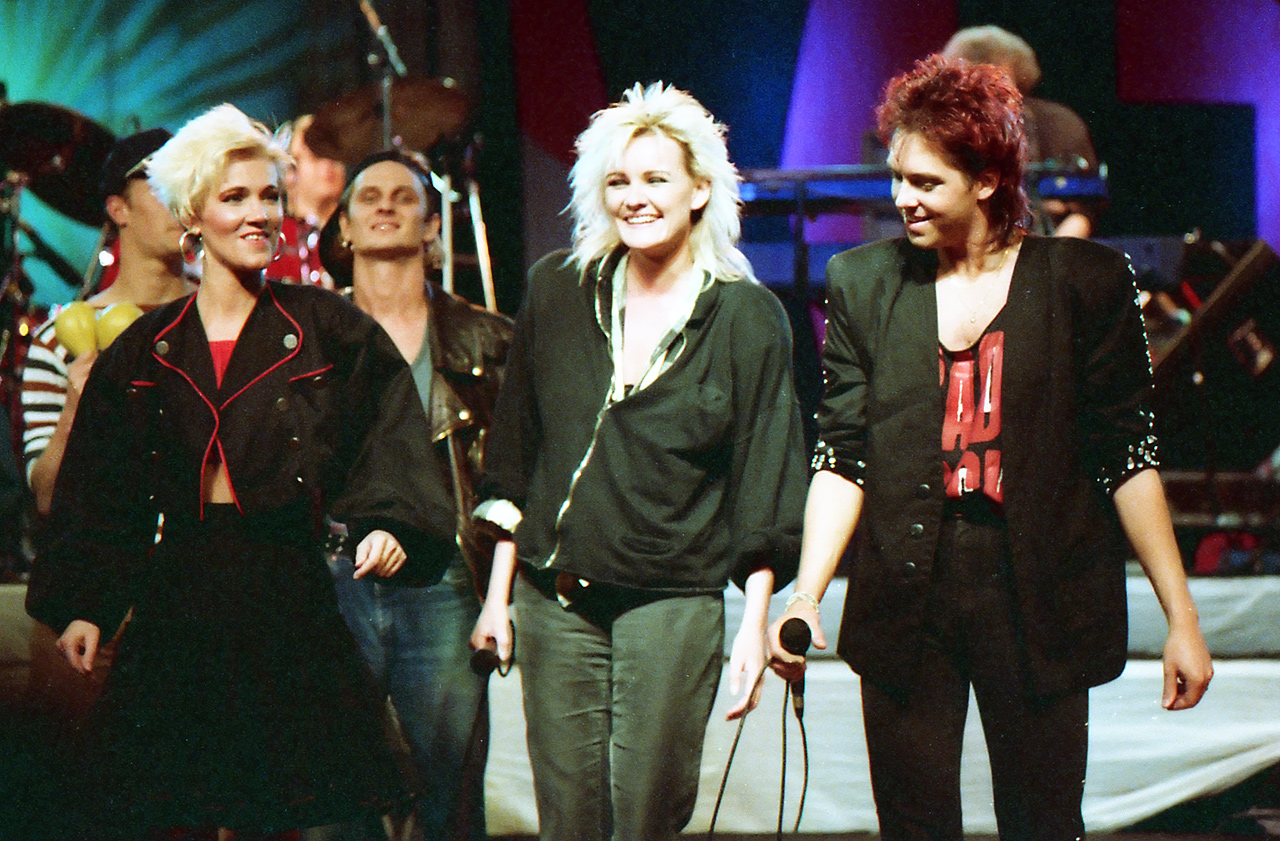
Roxette & Eva Dahlgren, 1987

Roxette отправились в свой первый «Rock Runt Riket» тур вместе со шведскими артистами Эвой Дальгрен и Рататой летом 1987 года. Все 16 концертов были отыграны на открытых аренах. Билеты на большинство концертов были раскуплены полностью, и примерно 115 тысяч человек посмотрели шоу. Мари Димберг (в то время глава отдела промоушена «EMI Svenska AB») пригласила несколько своих коллег из «EMI» Германии, Бельгии и Италии на последний концерт тура в Стокгольме. Она хотела показать им, что Roxette — это группа, которая выступает вживую. Представители «EMI» были впечатлены увиденным и вернулись домой с позитивным мнением о коллективе.
Roxette записали рождественскую песню «It must have been love (Christmas for the broken hearted)», которая вышла в ноябре 1987 года и сразу же вошла в шведские чарты под № 1. Эта песня несколько отличается от той, что через несколько лет вошла в саундтрек фильма «Красотка». Основанием для выпуска этого сингла послужило желание поддержать интерес слушателей к группе до выхода их следующего альбома.
В 1987 году в Швеции выходит пластинка с ремиксами песен дебютного альбома. Она называется «Dance Passion» и официально никогда не выходила на CD, хотя в 1995 году вышел бутлег с достаточно качественной записью песен с пластинки.

### Третий альбом «Look Sharp!» (1988)
Для следующего альбома Пер и Мари планировали записать несколько новых песен вместе с иностранным продюсером в студии за пределами Швеции и посмотреть, повлияет ли это на их звучание. Пер и Роэль Круизе (в то время глава «EMI-Europe») отправились в Великобританию, чтобы поговорить с шестью разными продюсерами, и в итоге остановились на Адаме Мозли (Adam Moseley). Песни «View from a hill», «Chances» и «Cry» были записаны на «Trident II Studios» в Лондоне в течение нескольких дней в июне 1988 г., но результат не достиг ожидаемого, и сотрудничество с новым продюсером закончилось ничем. Альбом «Look Sharp!» немедленно стал сенсацией в Швеции в конце 1988 года и привёл к тому, что билеты на шведский тур (который включал и первый концерт в их родном городе Хальмстад) Roxette были полностью раскуплены. На собрании представителей разных европейских отделений EMI было решено первым синглом альбома выпустить песню Chances. Пер и Мари посчитали это странным выбором, оба думали, что именно The look должна быть первым синглом, но позже были счастливы вообще увидеть эту песню на сингле.
Студент по обмену Дин Кушман (Dean Cushman) привёз альбом «Look Sharp!» из Швеции с собой в свой родной город Миннеаполис, штат Миннесота. Он отнёс CD на местную радиостанцию KDWB и попросил их проиграть в эфире песню в программе «По вашим заявкам». Примерно через неделю Дин позвонил на радиостанцию, чтобы забрать компакт-диск обратно. Конечно же, хотя бы один диджей мог найти время, чтобы послушать альбом. Человек, который ответил Дину, был менеджер по программам Брайан Филипс. Он был на собрании с диджеями и сказал Дину приехать и забрать диск. Никто из диджеев альбом так и не послушал, так что менеджер предложил послушать диск, пока Дин не приехал. Брайан вставил диск в проигрыватель и заиграла песня «The look». Все удивились и стали спрашивать, что это за группа, смотреть на обложку диска в поисках информации. В ту ночь «The look» играли на американском радио впервые, и в течение эфира слушатели звонили и спрашивали о песне. Многие просили проиграть песню снова, и через несколько недель она была самой популярной на радио KDWB. У сотрудников радиостанции не было диска с альбомом, но они записали копию на кассету. Брайан Филипс вскоре сделал много копий с кассеты и разослал их своим друзьям на других станциях, где песня тоже очень понравилась слушателям. В итоге «EMI USA» выпустили эту песню как первый сингл, который стал очень успешным в американских чартах.
8 апреля 1989 года Перу менеджер Roxette Томас Эрдман (Thomas Erdtman) сообщил, что песня «The look» стала в США номером 1. Ранее в тот же день Пер и Мари были в Нидерландах на промоушене и, прилетев в Швецию, согласились покинуть друг друга на вечер, чтобы провести его с семьями в Хальмстаде и Стокгольме, соответственно. Поступив таким образом, они верили, что песня «The look» станет № 1 в чартах США в ту самую ночь. Их предсказание сбылось — и из-за того, что Пер был в Хальмстаде, а Мари в Стокгольме, им пришлось отпраздновать успех вдали друг от друга в разных городах. Телефоны постоянно были заняты звонками людей, которые хотели поздравить их, также звонили журналисты и фотографы, желавшие увековечить этот момент. Дин Кушман позже получил золотую награду от Roxette и ужин с Пером и Мари в знак их благодарности за его неожиданную помощь. До Roxette только лишь две шведские группы смогли добраться до первой строки американских чартов:
- Blue Swede — «Hooked on a feeling» (31 марта, 1974 г.)[17]
- ABBA — «Dancing Queen» (9 апреля, 1977 г.)[11]

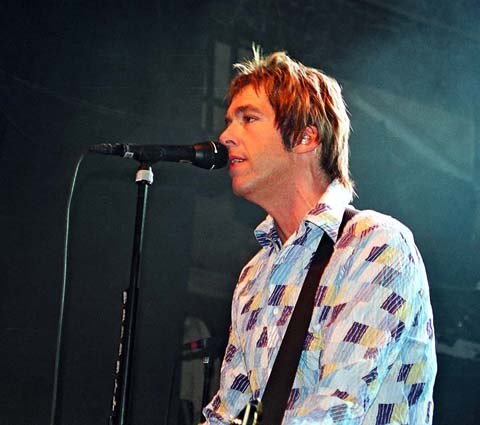
Пер Гессле на концерте в клубе Тавастия, Хельсинки, 25 сентября 2003 г.

Некоторые люди говорят, что Дин Кушман «представил» Roxette Америке, в то время как другие говорят, что группа добилась бы успеха и без него. Дело в том, что некоторые радиостанции в Лос-Анджелесе уже крутили в эфире «The look», и песня вполне могла стать хитом сама по себе. Пер признает, что историю про студента, который привёз диск в США и тем самым «раскрутил» Roxette, очень любят многие журналисты. «The look» стала хитом № 1 в чартах 26 различных стран по всему миру, и MTV наградили Roxette на церемонии «IMA — International Music Award» в 1989 году за видео, признанное зрителями лучшим в этом году.
Roxette участвовали в музыкальной ярмарке «IM & MC» в Амстердаме весной 1989 г., и пока они шли по городу, случилась следующая история. Кто-то закричал с балкона: «Эй, мне нравится ваша песня!». Это был Том Петти (Tom Petty), один из самых любимых музыкантов Пера. Он и Мари были крайне удивлены и не могли произнести ни слова, тогда их менеджер, Мари Димберг ответила: «Нам тоже нравится ваша музыка».
Летом 1989 г. Roxette отправились в третий тур по Швеции, на этот раз они выступали на открытых площадках, большей частью в городских природных парках. Снова билеты на практически все концерты были раскуплены полностью, сделав тем самым тур ещё более успешным. Позже, осенью этого же года, настало время для первого европейского тура Roxette, но за ночь до премьеры у Мари обострилось люмбаго, и самое первое шоу было на грани отмены. На следующее утро Мари чувствовала себя вполне нормально, и концерт в Kulttuuritalo (Хельсинки), состоялся. У Мари больше не было проблем со спиной до конца тура, который состоял из 15 концертов в западноевропейских странах. Два последних концерта прошли в Weser-Ems Halle в Ольденбурге, и оба они транслировались в прямом эфире на немецком радио.
Осенью 1989 г. у Roxette появился второй американский хит № 1, «Listen to your heart». В то же самое время с ними связались из компании «Walt Disney Pictures / Touchstone Pictures», которым нужна была песня для фильма «Красотка». Пер был слишком занят, чтобы писать новую песню для фильма, ему даже советовали не заморачиваться с малобюджетной картиной с Ричардом Гиром и никому не известной в то время Джулией Робертс в главных ролях. Чтобы не показаться грубыми, они отправили продюсерам фильма «It must have been love (Christmas for the broken hearted)», но Пер и Мари не считали, что эта композиция подходит для фильма, так как это была рождественская песня. Продюсерам не понравился выбор группы, и они попросили другую песню. Пер объяснил, что это было всё, что они могли предложить, и надеялся, что больше он от этих продюсеров ничего не услышит. Кинокомпания изменила своё мнение, когда режиссёр фильма, Гэрри Маршалл услышал песню, и она сразу же ему понравилась. Он подумал, что со слегка изменённым текстом песня прекрасно подойдёт к его картине. Режиссёр даже хотел изменить сценарий, чтобы песня лучше бы вписалась в фильм. Пер переписал текст, и Мари записала новый вариант композиции. Работой остались довольны все, и «It must have been love» стала третьим синглом группы № 1 в США летом 1990 г. Фильм был в прокате по всему миру, а песня Roxette стала главной причиной того, что саундтрек к ленте продавался так успешно — более 9 миллионов копий по всему миру.

### Четвёртый альбом «Joyride» (1991)
Работая над продолжением альбома «Look Sharp!», Пер однажды пришёл днём домой и нашёл на столе написанную от руки записку, которую оставила его невеста, О́са: «Hej, din tok, jag älskar dig!» — «Эй, дурачок, я тебя люблю!». Записка была подписана «Вуди» (прозвище Осы), и Пер подумал, что перевод фразы со шведского, может неплохо звучать по-английски: «Hello, you fool, I love you!» Позже эта фраза стала началом песни «Joyride». Само название композиции и альбома было взято из интервью Пола Маккартни, в котором он описывал процесс написания песен вместе с Джоном Ленноном: «Это было похоже на увлекательный joyride» (с англ. — «поездка на угнанном автомобиле»).
Планировалось выпустить новый альбом в начале 1991 года, но в середине января на Ближнем Востоке началась Война в Заливе, и релиз был отложен до конца марта. Выход диска сопровождался долгим промотуром по Европе, в Японии и США, что означало, что мировой тур, который должен был начаться в Ванкувере в начале лета, также откладывался. Название «Joyride» также использовалось при выходе сингла в начале мая, это был четвёртый хит № 1 в США. Кроме США, успех был достигнут и в 26 других странах, а MTV в 1991 г. снова наградило группу за лучшее видео по результатам голосования зрителей.
После записи альбома «Joyride» появились планы первого мирового турне, которое началось 4 сентября 1991 г. в Хельсинки. После 45 концертов по всей Европе тур продолжился 10 концертами в Австралии до начала рождественских каникул.
5 октября 1991 года шведская почта выпустила серию марок. Кроме Roxette, на них были изображены Лена Филипссон и Джерри Уильямс, популярные шведские музыканты. Цель выпуска — приобщить шведских детей к филателии. Параллельно с выходом марок была выпущена кассета со сборником песен представленных на марках артистов. Все эти «сувениры» продавались только в шведских почтовых отделениях, а доходы от продажи кассеты пошли в фонд исследования раковых заболеваний. Позже, в США, на шоу «The Tonight Show with Jay Leno» Пера и Мари спросили, каково это быть изображёнными на национальных марках. Пер ответил: «Здорово ощущать, что вся страна облизывает твою спину».

## 1991—1996

### Пятый альбом «Tourism» (1992)
Во время австралийской части гастролей пришла идея о живом альбоме с тура. Пер разговаривал с Уэйном Ишэмом (Wayne Isham), режиссёром видеоклипов Бон Джови и Metallica, в баре отеля «Sebel Town House» в Сиднее. Уэйна наняли, чтобы снять документальный фильм об австралийских гастролях. Он тогда предложил Roxette выпустить эксклюзивный акустический ЕР для США и Канады с североамериканскими материалами турне. Пер считал, что эта идея имеет очень много общего с релизами «unplugged», и в итоге был выпущен туровый альбом с записями песен в самых неожиданных и интересных местах по ходу гастролей. Пер уже имел наготове несколько песен для нового альбома, потом написал ещё несколько, все они вошли в альбом «Tourism: Songs from Studios, Stages, Hotelrooms & Other Strange Places».
14 февраля 1992 г. начался новый тур в Ванкувере, за ним последовали 25 шоу в США, Канаде и Мексике. Тур продолжился в Южной Америке и закончился 15 апреля 1992 г. в Сан-Паулу. После нескольких месяцев отдыха настало время для «The Summer Joyride Tour '92», который был продолжением предыдущего тура и происходил в Европе летом 1992 г. В это время вышел сингл «How do you do!», который группа представила вместе с песней «The heart shaped sea», исполняя их на живых концертах. Тур включал также концерт в Венгрии, первое их выступление в бывшей европейской коммунистической стране.
Roxette стали первой скандинавской группой и первыми не англоговорящими артистами, которые выступили и записали акустический концерт для «MTV Unplugged». Шведское телевидение записало концерт 9 января 1993 г. в «Цирке» в Стокгольме; запись поделили между собой шведское телевидение и MTV-Europe. Были исполнены следующие песни:
1. Dangerous
2. Hotblooded **
3. Spending my time
4. The heart shaped sea
5. Fingertips **
6. Cry *
7. I never loved a man (the way I loved you) **
8. Heart of gold **
9. Surrender
10. It must have been love **
11. So you wanna be a rock’n’roll star **
12. Watercolours in the rain *
13. Fading like a flower
14. Here comes the weekend **
15. The look **
16. Perfect day
17. Listen to your heart **
18. Church of your heart **
19. Joyride **
20. Queen of rain **

** — песни показывались по шведскому ТВ и MTV;

* — только на шведском телевидении;

песни без звёздочки — записаны по факту, но нигде и никогда ранее не транслировались.
MTV выпустили сборник на CD с песнями из разных концертов «MTV Unplugged», на этот диск была включена песня Roxette «Here comes the weekend». Однако, та версия песни на диске была вовсе не из концерта «MTV Unplugged», а из альбома «Tourism».

### Шестой альбом «Crash! Boom! Bang!» (1994)
Roxette начали записывать новый альбом на Капри весной 1993 года. Запись продолжилась сессиями в Лондоне, Стокгольме и Хальмстаде, завершившись в январе 1994 г. В начале апреля альбом «Crash! Boom! Bang!» увидел свет и достиг крайне высокого уровня продаж по всему миру, кроме США, где он вышел только в октябре того же года. Там он продавался не очень хорошо, потому что урезанная версия диска продавалась в сети ресторанов «Макдоналдс» за месяц до официального релиза. Диск «Favourites from Crash! Boom! Bang!» продался в количестве около 1 млн штук, и многие музыкальные магазины отказались закупать оригинальный альбом «Crash! Boom! Bang!», потому что считали, что спроса на него не будет.
После выхода альбома группа отправилась в мировой тур, который должен был начаться в Санкт-Петербурге, но премьерное шоу было отменено. Крыша арены, по расчётам, не могла выдержать тяжести светового оборудования и снова по традиции первый концерт прошёл в Хельсинки. Тур начался 7 сентября 1994 г. и закончился 2 мая 1995 г. На этот раз Roxette посетили несколько стран, в которых никогда не были, среди них — Россия, ЮАР и Китай.
19 февраля 1995 г. Roxette стали второй в истории западной группой, которая выступила с концертом в Пекине с официального разрешения властей. Десятью годами ранее это было позволено лишь группе Wham!. Ещё весной 1994 г. начались разногласия между менеджментом Roxette и Министерством культуры Китая. Чуть позднее власти согласились выдать разрешение на концерт в КНР. Перед принятием окончательного решения власти хотели услышать содержание каждой песни, так что тексты песен надо было перевести на китайский. Официальные власти некоторых стран полагали, что у песни «Sleeping in My Car» достаточно откровенный текст. Поэтому до начала концерта в Китае власти попросили Roxette либо изменить текст песни, или петь некоторые моменты на шведском. Пер и Мари в итоге согласились изменить текст, но когда они вышли на сцену, то в итоге спели всё в оригинале, ничего не изменив. Концерт на «Workers Indoor Arena» посетили 15 тыс. зрителей.

### Сборники «Don’t bore us, get to the Chorus», «Rarities» и «Baladas en Español»
Сборник лучших хитов вышел осенью 1995 года, включая 4 новые песни. В середине ноября того же года был дан промоконцерт в Sheperds Bush Empire Theatre в Лондоне.
В 1995 году в юго-восточной Азии и Южной Америке выходит пластинка «Rarities» с песнями, которые ранее выпускались только как b-sides к разным синглам. Целью этого альбома была реклама предстоящего «Crash!Boom!Bang! tour 1994-95». Некоторый тираж альбома был напечатан в Нидерландах, но продавался только в Южной Америке.
Осенью 1996 года Пер и Мари записали новый испаноязычный вокал для некоторых своих баллад. Оригинальная музыка была слегка смиксована, чтобы подходить новым текстам, и альбом «Baladas en Español» вышел перед Рождеством 1996 года. Диск продавался достаточно хорошо в испаноязычных странах, но по понятным причинам в остальных странах такого же успеха он не достиг.
Осенью 1997 года был перевыпущен дебютный альбом группы под названием «Pearls of Passion — The First Album». На этот раз на диск вошли 8 бонус-треков. Причиной перевыпуска послужило то, что альбом хотели сделать доступным для новых и старых поклонников по всему миру, в том числе и выпустить его на CD. Оригинальная пластинка вышла только в Скандинавии и Канаде и была полностью раскуплена через год-два после выхода.

## 1999—2001

### «Have a Nice Day» и «Room Service» (1999—2001)
Roxette провели почти весь 1998 год записывая альбом «Have a Nice Day» в студиях Испании и Швеции. Диск вышел по всему миру (кроме США) весной 1999 года. По религиозным соображениям некоторые ближневосточные страны не могли выпустить альбом до тех пор, пока обнажённые дети на обложке не были с неё убраны. Был изготовлен специальный тираж, который продавался только в этих странах. Три песни с диска («Wish I could fly», «Anyone» и «Salvation») были переведены на испанский язык и осенью 1999 года в некоторых испаноязычных странах альбом был перевыпущен с тремя песнями на испанском языке в качестве бонус-треков.

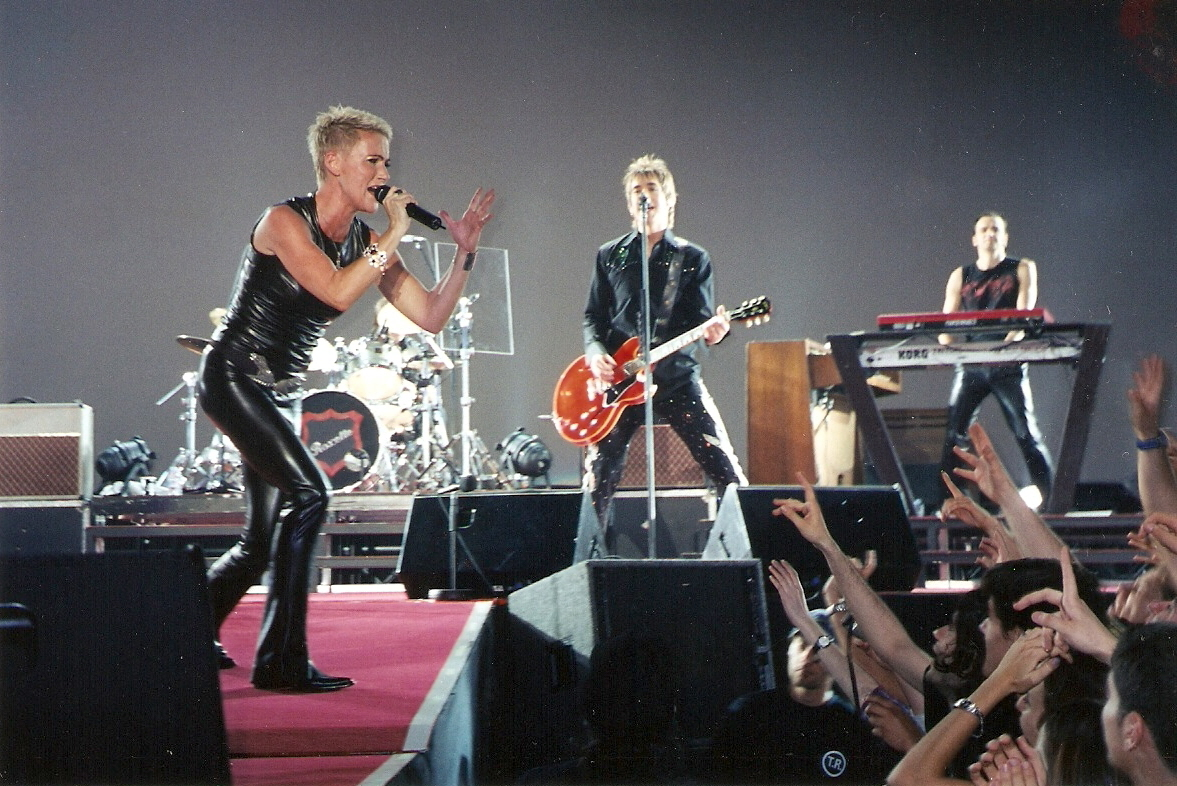
Выступление в Палау Сант Жорди, Барселона, 2001 год

Летом 2000 г. был подписан новый контракт с компанией Edel America Records, Inc. В сентябре того же года сборник лучших хитов группы вышел в США, с некоторыми изменениями по сравнению с «оригинальным релизом». Для рекламы альбома Roxette выступили на некоторых фестивалях и радио по всей стране, но рекорд-компания не промоутировала альбом должным образом, и сотрудничество с Edel Records вскоре закончилось.
Практически весь 2000 год группа записывала пластинку «Room Service» в двух разных студиях в Стокгольме. Параллельно с этим Мари Фредрикссон записала 3 новые песни для своего первого сборника лучших синглов, «Antligen. Marie Fredrikssons Basta 1984—2000». Roxette же выпустили свой новый альбом весной 2001 года по всему миру, кроме США, где у них снова не было контракта на выпуск альбомов. До выхода альбома группа дала несколько промоконцертов в Германии, Испании и Швеции. Их посетителями были те, кто выиграл билеты на местных радиостанциях, либо был приглашён специально.
Успех первого сингла этого альбома («The centre of the heart») убедил Пера и Мари в том, что настало время нового турне. В конце мая 2001 г., Roxette объявили, что осенью отправятся в тур по Европе. Это был их первый тур за последние 6 лет. Шведский режиссёр Юнас Окерлунд, который снял им множество видеоклипов, занялся дизайном сцены, шоу и визуальных эффектов. Во время тура планировалось сыграть три концерта в ЮАР, но из-за террористических атак на ВТЦ в Нью-Йорке это решение было отменено. Группа не хотела вылетать за пределы Европы после этих трагических событий.

### Сборники «The Ballad Hits», «The Pop Hits» и «Roxette Hits!» (2002—2006)
11 сентября 2002 года Мари вернулась домой с утренней пробежки. В ванной она почувствовала себя плохо и упала в обморок, ударившись головой о раковину. Её муж, Мике Болиош, немедленно отвёз её в больницу Karolinska Hospital в Стокгольме, где врачи, на УЗИ обнаружили у певицы опухоль мозга. Через несколько дней ей была сделана хирургическая операция. Она прошла успешно, но ещё в течение нескольких лет Мари проходила курсы химиотерапии и реабилитации. В такой ситуации все переживали за певицу, желали ей скорейшего выздоровления, и многие думали, что на этом карьера группы закончится. В 2005 году было объявлено, что Мари выздоровела и больше не нуждается в дополнительном лечении.
В 2002 году вышел сборник лучших баллад Roxette, «The Ballad Hits». Был также издан небольшой тираж, т. н. «ограниченное издание», с бонусным EP, на котором было записано 4 песни; всего в альбоме было 6 новых песен (из 19). В начале 2003 г. вышел сборник «The Pop Hits», также имелся ограниченный тираж с бонусным EP. Из-за болезни Мари были отменены все промовыступления в серии Night of the Proms, запланированные на конец осени 2002 г. в Бельгии и Нидерландах.
Из-за новости о болезни Мари Фредрикссон работа коллектива была прекращена. Несмотря на то, что уже примерно через год после операции Мари записала сольный альбом («The Change»), с Roxette по-прежнему ничего не происходило до 2006 г., когда дуэт праздновал своё 20-летие и записал две новые песни («One wish» и «Reveal»), которые вышли на очередном сборнике лучших хитов, а также в подарочной «коробке» «The RoxBox».

## 2009—2020
В начале 2009 года в Европе вышел очередной сольный альбом Пера Гессле. В его поддержку музыкант отправился в гастрольный тур по континенту. На двух концертах (6 мая, Амстердам, и 10 мая, Стокгольм) поклонников ждал сюрприз в виде «приглашенного гостя», которым оказалась Мари Фредрикссон. Она исполнила дуэтом с Пером 2 песни из репертуара Roxette («It must have been love» и «The look»).
После совместного выступления музыкантов поклонники и пресса всерьез заговорили о возвращении дуэта в студию и на сцену для совместной работы. Так, дуэт выступил хедлайнером 28 июля 2009 г. на фестивале «Новая Волна» в Юрмале.
В октябре-декабре 2009 года состоялись выступления в серии концертов «Night of the Proms» (по 5 песен Roxette на каждом из 42 концертов), которые были отменены в 2002 году из-за внезапной госпитализации Мари. Первоначально о планах их проведения менеджмент коллектива и сами музыканты объявили на пресс-конференции после окончания гастролей Гессле в середине мая 2009 года.
В сентябре 2010 года в рамках европейского турне состоялись выступления Roxette в Москве и Санкт-Петербурге. Концерт в Москве прошёл во дворце спорта «Мегаспорт» 10 сентября. Концерт в Санкт-Петербурге состоялся 12 сентября в Ледовом дворце. Петербургский концерт собрал 11 тыс. зрителей, в то время как концерт Оззи Осборна, выступавшего за день до них — только 6,5 тыс. зрителей, а концерт Стинга, выступавшего на следующий день после Roxette — всего 6 тыс. человек. 3 ноября Пер Гессле объявил о проведении мирового турне группы, начавшегося 28 февраля 2011 г. Первые концерты турне прошли в Казани, Самаре, Екатеринбурге, Новосибирске, Киеве и Минске (12 марта 2011). 11 февраля того же года в продажу поступил новый альбом группы «Charm School».
В августе 2012 года группа дала эксклюзивный концерт на юбилейной конференции шведской компании Oriflame в Global Ericsson arena. 
В 2013 году Пер Гессле работал со своей шведской группой Gyllene Tider. Музыканты выпустили новый студийный альбом «Dags att tänka på refrängen», а также дали серию концертов в Швеции. Сообщалось, что Мари Фредрикссон работает над новым сольным альбомом на шведском языке, который должен увидеть свет в начале 2014 года.
В 2013—2016 годах музыканты активно гастролировали по планете, выступив в Южной Америке, Австралии, ЮАР и на европейском континенте.
3 июня 2016 года был выпущен десятый студийный альбом Roxette Good Karma. Дата записи треков: май 2014 года — февраль 2016 года.
Летом 2016 года группа планировала дать около 20 концертов по Европе, однако 18 апреля стало известно, что врачи рекомендовали солистке группы Мари Фредрикссон прекратить концертную деятельность по состоянию здоровья. Певица последовала их совету. Европейские концерты были отменены, Roxette поблагодарили поклонников группы за «прекрасные 30 лет вместе». Однако предусматривалась дальнейшая возможность записей песен Мари — в её доме в Стокгольме была оборудована звукозаписывающая студия. Таким образом, последнее выступление группы состоялось 8 февраля 2016 г. на Grand Arena в Кейптауне, ЮАР.
В апреле и сентябре 2017 года Пер Гессле выпустил два сольных альбома — «En vacker natt» и «En vacker kväll» соответственно. Летом того же года прошёл скандинавский гастрольный тур «En vacker kväll». Мари Фредрикссон выпустила сольный сингл «Alone Again» совместно с Магнусом Линдгреном и Максом Шульцем, а в ноябре ещё один сингл «I Want to Go».
26 ноября 2017 года в эфире шведского телеканала TV4 вышла записанная 4 октября передача «Hellenius hörna», гостем которой был Пер Гессле. На вопрос ведущего «В прошлом году вы в последний раз выступали с Roxette. Считаете ли Вы, что это был ваш [Roxette] самый последний концерт?» Гессле ответил: «Да, я действительно так думаю. Пожалуй это [концертная деятельность] уже история» (швед. David Hellenius: Tror du det var er sista konsert någonsin? Per Gessle: Ja, det tror jag faktiskt. Det är nog historia nu.).
9 декабря 2019 года Мари Фредрикссон скончалась в Швеции в возрасте 61 года.
В феврале 2020 года в Швеции прошла церемония вручения музыкальных наград «Грэммис», на которой присутствующие почтили память Мари Фредрикссон. Группа Roxette также получила почётную награду за вклад в развитие современной поп-музыки. Её приняла менеджер группы Мари Димберг.
2 октября 2020 года вышел внеальбомный сингл группы «Let Your Heart Dance With Me». Это первый ранее неиздававшийся материал группы, выпущенный официально после смерти Мари Фредрикссон. Сингл выпущен на 7" пластинке тиражом 1500 экземпляров, а также в форме цифровой дистрибуции.

## 2024—2025
2 мая 2024 года Пер Гессле объявил о выходе второго сингла из своего сольного альбома Sällskapssjuk. Песню Гессле исполнил и записал дуэтом с известной шведской исполнительницей Леной Филипссон. Одновременно с этим было объявлено, что Филипссон вместе с Гессле дадут совместный мировой тур под названием «Roxette In Concert», на котором будут исполнять песни группы Roxette. К исполнителям присоединятся постоянные участники группы — клавишник и бесменный продюсер с 1986 года Кларенс Эверман, гитарист и продюсер с 1995 года Кристофер Лундквист, басист Магнус Бёрьесон, бэк-вокалистка Деа Нурберг, новый ударник Пер «Нурпан» Эрикссон (ударник Пелле Альсинг скончался в декабре 2020 года), а также гитарист оригинальной Roxette Юнас Исакссон. Тур стартует в конце февраля 2025 года в ЮАР и пройдёт в Австралии и других странах.
7 сентября 2024 года в опере шведского города Мальмё состоялась мировая премьера мюзикла «Joyride the Musical», в основу которого легли песни группы. На премьере присутствовал Пер Гессле с супругой, продюсер Roxette Кларенс Эверман, Кристофер Лундквист, а также вдовец Мари Фредрикссон Микаэль Боиош. Мюзикл посвящён памяти Мари Фредрикссон.

## Участники группы

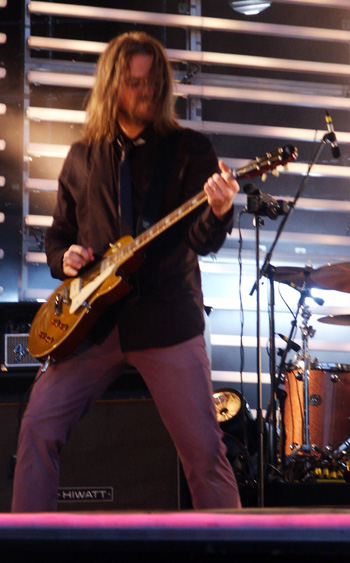
Кристофер Лундквист на концерте в Швеции, летом 2007

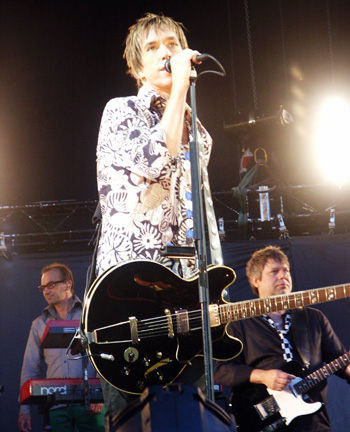
Слева — Кларенс Эверман, в центре Пер Гессле, справа Матс МП Перссон. Швеция, лето 2007

Обычно считают, что Roxette — дуэт, состоящий из солистки Мари Фредрикссон и гитариста и автора песен Пера Гессле, однако в разные годы с ними работало множество людей, которые принимают участие и в сольных проектах Пера и Мари.
- Кристофер Лундквист — гитара, бас-гитара, бэк-вокал
- Кларенс Эверман — клавишные
- Юнас Исакссон — гитара
- Пеле А́льсинг — ударные
- Магнус Бёрьессон — бас-гитара, бэк-вокал
- Молин Экштранд и Хелена Юсефссон (на разных релизах и концертах) — бэк-вокал

Бессменным менеджером Roxette, равно как и сольных проектов Пера и Мари, выступает глава «D&D Management», Мари́ Ди́мберг.

## Отзывы критиков и других музыкантов
- Солист Savage Garden Даррен Хейз рассказал в интервью, что стиль группы формировался, в том числе, и под влиянием музыки Roxette, также он считает Пера одним из величайших композиторов поп-песен[53].
- Газета «Aftonbladet» не раз называла Пера «Королём поп-музыки»[54][55].
- «Поп-королём» назвали Пера и музыкальные критики газеты «Expressen»[56].
- Мари Фредрикссон неоднократно сотрудничала с ныне покойным шведским музыкантом, Тотто Нэслундом, который говорил о ней как о профессиональной певице с необычайно сильным голосом[57].
- После концертов в Великобритании в 2012 г. газета «The Guardian» отметила, что группа по-прежнему находится в отличной форме, распродав все 12 500 билетов на стадион Уэмбли[58].
- BBC в обзоре студийного альбома «Charm School» назвал эту работу «волнующей» и полную «решительных усилий»[59].
- Helium в обзоре альбома «Travelling» пишет о том, что многолетний перерыв в работе пошёл группе на пользу, потому что они «записали один из лучших своих альбомов. И это говорит о чём-то, потому что они записали много альбомов за свою карьеру»[60].
- В 2002 г. Пер Гессле записал кавер на песню группы The Ramones «I Wanna Be Your Boyfriend». Критик шведской газеты Aftonbladet Пер Бьюрман, не являясь поклонником творчества Гессле, впервые с 1996 г. поставил этой работе в своем обзоре оценку «5 из 5»[61]. Об этой же работе высказался и критик газеты Expresen Андерс Нунстедт, назвав работу «сенсационной»[62].
- Шведский режиссёр Юнас Окерлунд (Jonas Åkerlund) назвал Roxette одними из «величайших имен в поп-музыке»[63].
- Немецкая газета «Die Welt» назвала Roxette «иконой 1990-х»[64].
- Британский музыкант Фил Коллинз, участник группы Genesis, упоминает Roxette в автобиографии «Not Dead Yet: The Autobiography» (2016). Пер Гессле, комментируя это в официальном фейсбуке группы рассказал, что Коллинз спродюсировал его самую первую песню «Threnody» (англ.). Эта песня вошла на первый сольный альбом Анни-Фрид Люнгстад, участницы ABBA в 1982 г.

## Музыка Roxette в кино
Ниже представлен список некоторых известных фильмов, в которых звучат песни, написанные или исполненные участниками дуэта. Для более исчерпывающей информации, следует обратиться к основной статье.
- 1989 — Чудо в Вальби — Дания — «Dangerous»
- 1990 — Красотка — США — «It Must Have Been Love»
- 1991 — Беверли-Хиллз, 90210 (2 сезон, 6 эпизод) — США — «Joyride»
- 1993 — Супербратья Марио — США — «Almost Unreal»
- 1994 — Руки — Швеция — «How Do You Do!»
- 1994 — Бесконечная история 3 — США — «Crash! Boom! Bang!»
- 1994 — Ферма ангелов 2 — Швеция — «It Must Have Been Love»
- 1996 — Сокрытие страха — США — «Listen to Your Heart»
- 1996 — Такова жизнь — Швеция — «I en tid som var», «Hometown», «It Must Have Been Love», «Annu doftar karlek», «Tro»
- 1998 — Покажи мне любовь — Швеция — «När vi två blir en»
- 1999 — Сбежавшая невеста — США — «It Will Take a Long Long Time»
- 2000 — Спасение — Швеция — «Salvation»
- 2000 — Новая страна — Швеция — «Dangerous»
- 2000 — Хемлок — Иран — «Crash! Boom! Bang!»
- 2002 — Полный контакт — Швеция — «Stupid»
- 2008 — Арн — Королевство в конце пути — Швеция — «Där du andas», «Where Your Love Lives»
- 2008 — Впусти меня — Швеция — «Kvar i min bil»
- 2014 — Физрук — Россия — «It Must Have Been Love»
- 2014 — Последний из Магикян — Россия — «It Must Have Been Love»
- 2015 — Кривая линия — США — «Listen to Your Heart»
- 2016 — Королевы крика — США — «The Look»
- 2019 — Та ещё парочка — США — «It Must Have Been Love» и другие.

## Награды группы

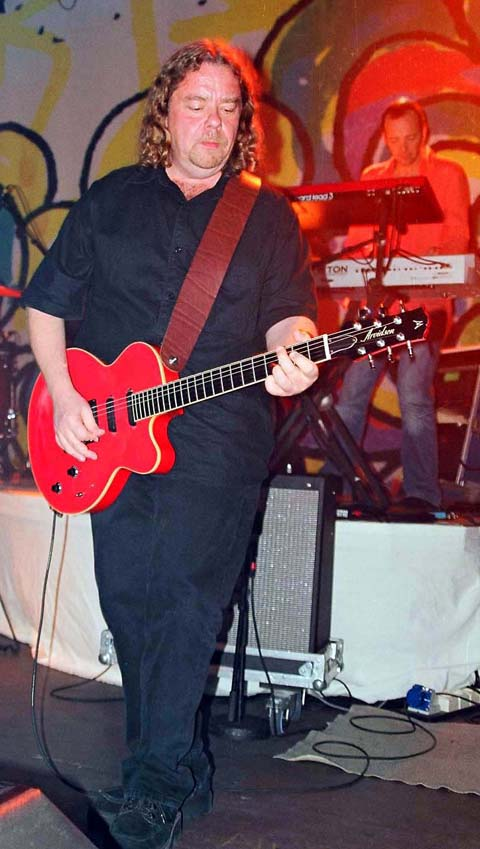
Гитарист Roxette Юнас Исакссон

### Номинации на Грэмми (Швеция)
- Лучшая поп-рок-группа (1988) («Look Sharp!»)
- Лучший артист года (1988) («Look Sharp!»)
- Лучший продюсер года (1988) (Кларенс Эверман)
- Лучший артист года (1991) («Joyride»)
- Лучший альбом года (1991) («Joyride»)
- Песня года (1991) («Joyride»)
- Лучшее видео года (1991) (The Big L.)
- Лучшая поп-группа года (1992) («Tourism»)

### Награды Грэмми (Швеция)

Награды Roxette в баре Leif’s Launge отеля Тюлосанд

- Лучшая поп-группа года 1991 («Joyride»)
- Специальный приз жюри 1991 (гитарист Юнас Исакссон)[12]

### Другие награды
- 10 марта 2009 года Лос-Анджелесская радиостанция Retro Rewind назвала Roxette поп-группой месяца[65].

## Дискография
- Pearls of Passion (1986) (в 1997 году переиздание на CD с бонус-треками)
- Look Sharp! (1988)
- Joyride (1991)
- Tourism (1992)
- Crash! Boom! Bang! (1994)
- Have a Nice Day (1999)
- Room Service (2001)
- Charm School (2011)
- Travelling (2012)[66]
- Good Karma (2016)